# Liste von Grenzdenkmalen an der ehemaligen innerdeutschen Grenze
Dies ist eine Liste von Grenzdenkmalen an der ehemaligen innerdeutschen Grenze in Deutschland.

## Liste der Denkmale
- Kühlungsborn, besteigbarer Ostsee-Grenzturm Kühlungsborn mit kleiner Ausstellung zu Fluchtversuchen, Mecklenburg-Vorpommern
- Immingerode, Gedenkstein zur Erinnerung an die Massenflucht aus Böseckendorf, Niedersachsen
- Winnigstedt-Mattierzoll, „Gedenkstätte Grenze Mattierzoll“, Niedersachsen
- Zicherie, Ortsteil von Brome, ehem. Doppeldorf Böckwitz-Zicherie, Gedenkstein von 1958 in Zicherie, Niedersachsen
- Böckwitz, Stadtteil von Klötze, ehem. Doppeldorf Böckwitz-Zicherie, Grenzlehrpfad mit Grenzturm und Grenzanlagen südlich von Böckwitz sowie Heimatmuseum mit Grenzausstellung in Böckwitz, Sachsen-Anhalt
- Hötensleben, Grenzdenkmal Hötensleben, Sachsen-Anhalt
- Marienborn, Grenzübergang Helmstedt/Marienborn, Sachsen-Anhalt
- Berkach bei Grabfeld, Grenzdenkmal Berkach, Thüringen
- Böseckendorf, Mahnmal Deutsche Teilung, Thüringen
- Ecklingerode, West-Östliches Tor bei Duderstadt/Ecklingerode, Thüringen
- Eisfeld – Rottenbach, Gedenkstätte zur Innerdeutschen Grenze, Grenzturm mit Ausstellung, Schlüssel in Agip-Tankstelle, Thüringen
- Gompertshausen, Grenzdenkmal Gompertshausen, Thüringen
- Görsdorf, Grenzdenkmal Görsdorf,  Thüringen
- Heinersdorf, Grenzdenkmal Heinersdorf/Welitsch, Thüringen
- Katharinenberg, Grenzturm Katharinenberg, Thüringen
- Schweickershausen, Grenzdenkmal Schweickershausen,  Thüringen
- Treffurt, Turm der Einheit,  Thüringen